# Richard Gant
Richard Edward Gant (n. 10 martie 1944, California, SUA) este un actor american. Acesta este cunoscut pentru următoarele roluri: George Washington Duke în Rocky V (1990), Hostetler în Deadwood (2004–2006) și Owen în Men of a Certain Age⁠(d) (2009–2012).
A apărut în numeroase lungmetraje și seriale de televiziune, inclusiv în Miami Vice (un episod), Jason Goes to Hell: The Final Friday (1993), The Big Lebowski, Babylon 5, Special Unit 2⁠(d), L.A. Law⁠(d), NYPD Blue⁠(d), Living Single⁠(d), Posse⁠(d), Seinfeld, Friends, Cum am cunoscut-o pe mama voastră, Men Don't Tell⁠(d), Charmed, Lois și Clark: Noile aventuri ale lui Superman (un episod) și Smallville (un episod).
De asemenea, a avut roluri în Profesorul trăsnit și clanul Klump, Bean - O comedie dezastru și în comedia neagră Divorcing Jack⁠(d).
Gant a fost directorul de campanie pentru alegerile federale⁠(d) din Nigeria. Primarul Jerry Brown i-a oferit cheia orașului⁠(d) Oakland, California. Este membru al fraternității Phi Beta Sigma⁠(d).

## Filmografie
| An        | Titlu                                 | Rol                           | Note                             |
| --------- | ------------------------------------- | ----------------------------- | -------------------------------- |
| 1980      | Attica                                | Eddie Lewis                   | Film de televiziune              |
| 1980      | Night of the Juggler                  | Hospital Cop                  |                                  |
| 1981      | Death of a Prophet                    | Unknown                       | Film de televiziune              |
| 1985      | Krush Groove                          | Jay B.                        | Sub numele Richard E. Gant       |
| 1987      | Suspect                               | Everett Bennett               |                                  |
| 1988      | Internal Affairs                      | Police Commissioner           | Film de televiziune              |
| 1989      | Collision Course                      | Jarryd Guard #2               |                                  |
| 1990      | Love or Money                         | "Zoo"                         |                                  |
| 1990      | The Freshman                          | Lloyd Simpson                 |                                  |
| 1990      | Rocky V                               | George Washington Duke        |                                  |
| 1991      | Stone Cold                            | FBI Agent Cunningham          |                                  |
| 1991      | False Arrest                          | Detective John Volland        |                                  |
| 1991      | Revenge of the Nerds                  | P.T. Turner                   | Pilot de televiziune nedifuzat   |
| 1991      | Last Breeze of Summer                 | Will Davis                    | Scurtmetraj                      |
| 1992      | Condition: Critical                   | Sergeant Lidner               | Film de televiziune              |
| 1993      | The Tower                             | Wilson                        | Film de televiziune              |
| 1993      | Diagnosis Murder                      | Detective Jim Michaels        | Film de televiziune              |
| 1993      | CB4                                   | "Baa-Baa" Ack                 |                                  |
| 1993      | Men Don't Tell                        | "The Pope"                    | Film de televiziune              |
| 1993      | Posse                                 | Doubletree                    |                                  |
| 1993      | Jason Goes to Hell: The Final Friday  | Phil, The Coroner             |                                  |
| 1994      | MacShayne: The Final Roll of the Dice | Unknown                       |                                  |
| 1995      | Trial by Fire                         | Judge                         | Film de televiziune              |
| 1996      | City Hall                             | Deputy Commissioner Samuels   |                                  |
| 1996      | Ed                                    | Umpire, Sharks Game           |                                  |
| 1996      | The Glimmer Man                       | Detective Roden               |                                  |
| 1996      | Raven                                 | Russ Carlson                  | direct to video                  |
| 1997      | Bean                                  | Lieutenant Brutus             |                                  |
| 1997      | Friends                               | Dr. Rhodes                    |                                  |
| 1997      | Babylon 5                             | Captain Edward MacDougan      |                                  |
| 1998      | The Big Lebowski                      | Older Cop                     |                                  |
| 1998      | Sour Grapes                           | Detective Crouch              |                                  |
| 1998      | Godzilla                              | Admiral Phelps                | Sub numele Richard E. Gant       |
| 1998      | Divorcing Jack                        | Charles Parker                |                                  |
| 1998      | Johnny B Good                         | Unknown                       | Sub numele Richard E. Gant       |
| 2000      | Nutty Professor II: The Klumps        | Mr. Gaines                    |                                  |
| 2001      | Kingdom Come                          | Clyde Kincade                 |                                  |
| 2001–2002 | Special Unit 2                        | Captain Richard Page          | Serial de televiziune            |
| 2002      | Smallville                            | Principal Terrance Reynolds   | Episodul: "Redux"                |
| 2003      | The Partners                          | Deputy Chief                  | Film de televiziune              |
| 2004–2006 | Deadwood                              | Hostetler                     | Rol episodic                     |
| 2005      | Layla’s Girl                          | J.B.                          |                                  |
| 2006      | Hood of Horror                        | Jackson                       |                                  |
| 2006      | Summertime                            | Paul Reeseman                 |                                  |
| 2007      | Ezra                                  | Mac Mondale                   |                                  |
| 2007      | Norbit                                | Preacher                      |                                  |
| 2007      | Fist of the Warrior                   | Chief Matthews                |                                  |
| 2007      | Young Ceaser                          | Unknown                       |                                  |
| 2007      | Daddy Day Camp                        | Colonel Buck Hinton           |                                  |
| 2007      | Cover                                 | Robert Mass                   |                                  |
| 2009–2011 | Men of a Certain Age                  | Owen Thoreau Sr.              | Rol principal                    |
| 2010      | Waiting for Forever                   | Albert                        |                                  |
| 2010      | Ashes                                 | Thomas Muller                 |                                  |
| 2010      | Screwball: The Ted Whitfield Story    | Paps "Pure Plastic" Patterson |                                  |
| 2011      | Mama & Me                             | Himself                       | Documentar                       |
| 2013      | Island Song                           | "Duke"                        | Scurtmetraj                      |
| 2013–2015 | The Game                              | Walter Mack                   | 4 episoade                       |
| 2014      | Bleach                                | Harvey                        |                                  |
| 2014      | The Fright Night Files                | Michael                       | Film de televiziune              |
| 2019–2020 | Mr. Iglesias                          | Ray Hayward                   | Serial Netflix                   |
| 2020–2021 | The Neighborhood                      | Walter                        | 3 episoade                       |
| 2021      | Doom Patrol                           | General Tony                  | Episodul: "Subconscious Patrol"  |
| 2021      | Magnum P.I.                           | Joseph                        | Episodul: "A New Lease on Death" |
| 2021–22   | The Wonder Years                      | Granddaddy Clisby             | 2 episoade                       |
| 2022      | NCIS: Los Angeles                     | Raymond Hanna                 | 2 episoade                       |